# 65 Dywizjon Artylerii Lekkiej
65 dywizjon artylerii lekkiej (65 dal) – pododdział artylerii lekkiej Wojska Polskiego II RP.
Dywizjon nie występował w pokojowej organizacji wojska. Został sformowany przez 21 pułk artylerii lekkiej z Bielska. Dywizjon o tym numerze nie został sformowany, planowano jego sformowanie do maja 1939, po maju 1939 odstąpiono od jego mobilizacji. Sformowano natomiast w ramach mobilizacji 65 pułk artylerii lekkiej.

## Formowanie i działania
65 dywizjon artylerii lekkiej miał być sformowany zgodnie z planem mobilizacyjnym „W”, jako jednostka artylerii odwodu Naczelnego Wodza przez 21 pułk artylerii lekkiej w Bielsku.
W maju 1939 roku, po wejściu w życie poprawionego planu mobilizacyjnego „W”, oddział został przemianowany w dokumentacji (tabeli mobilizacyjnej) na III dywizjon 65 pułku artylerii lekkiej.
Dywizjon został sformowany w dniach 24-26 sierpnia 1939 roku, w mobilizacji alarmowej, w grupie jednostek oznaczonych kolorem żółtym. Po zakończeniu mobilizacji pododdział został podporządkowany dowódcy 1 Brygady Górskiej Strzelców i w jej składzie walczył w kampanii wrześniowej. W skład 65 pal, w miejsce III dyonu, został włączony 64 dal.
Baterie dywizjonu były uzbrojone w dwanaście 100 mm haubic wz. 1914/1919A.

## Obsada personalna III/65 pal
- dowódca dywizjonu - kpt. Józef Podczaski
- dowódca 7 baterii - por. Kazimierz Szych
- dowódca 8 baterii - por. Jan Tomaszewski
- dowódca 9 baterii - ppor. Stanisław Szkuta